# Ann Lambton
Ann Katharine Swynford Lambton, (Newmarket, 8 de febrero de 1912 – Wooler, 19 de julio de 2008), conocida como A.K.S. Lambton o "Nancy" Lambton, fue una historiadora británica, experta en historia y moderna de Persia, teoría política islámica y organización social persa. Era una autoridad reconocida en tenencia de la tierra y reforma agraria en Irán (incluyendo Saljuq, mongol, Administración e instituciones de Safavid y Qajar, e historias locales y tribales).

## Biografía
Lambton era la hija mayor de George Lambton, hijo a su vez de George Lambton, Segundo Duque de Durham) y su esposa Cicely Margaret Horner (1882–1972). Por la influencia de Edward Denison Ross, amigo de la familia, estudió persa en SOAS bajo la tutoría de Ross, Hamilton Gibb, Arthur Tritton, Vladimir Minorsky y Hassan Taqizadeh entre otros. 
De 1939 a 1945, Lambton fue agregada de prensa de la legación británica en Teherán, y luego profesor de persa en SOAS de 1953 a 1979, sucediendo a Arthur Arberry como titular de esa cátedra. En 1942, recibió el título OBE y, más tarde, el doctorado en letras honoraria de la Universidad de Durham y la Universidad de Cambridge. También fue miembro honoraria de New Hall, Cambridge, SOAS y la Universidad de Londres. Escribió varios libros sobre temas que van desde la gramática y el vocabulario persa hasta la reforma agraria de la Qajar. 
Lambton jugó un papel en el derrocamiento de Mohammed Mossadegh. Después de la decisión de nacionalizar los intereses petroleros de Irán en 1951, aconsejó al gobierno británico que socavara la autoridad del régimen de Mossadegh. Propuso que el profesor de la Universidad de Oxford R. C. Zaehner debería ir a Irán y comenzar operaciones encubiertas. En 1953, con la ayuda de la CIA, el régimen de Mossadegh fue derrocado y el Sha, Mohammad Reza Shah Pahlavi, fue restaurado en el trono.
Como profesora emérita de la Diocesis de Newcastle y Jefa de la Asociación Diosesana de Irán, Lambton formó parte del Comité de Oriente Medio y asesoró a los arzobispos sobre asuntos interreligiosos. Dio conferencias de Cuaresma cada dos años a clérigos y laicos durante muchos años. Posteriormente, el Arzobispo de Canterbury le concedió la Cruz de San Agustín en 2004 en reconocimiento a su trabajo y compromiso con el cristianismo y la Iglesia de Inglaterra. Fue miembro honoraria vitalicia de la Asociación de Estudios de Oriente Medio de América del Norte. En la Universidad de Durham, el Centro de Estudios Iraníes ha instituido una cátedra honoraria anual del Prof. A. K. S. Lambton. El profesor Lambton pronunció la conferencia inaugural de esta serie en 2001.
Lambton murió en su casa en Northumberland, el 19 de julio de 2008 a los 96 años después de una larga enfermedad.